# Peperomia purpureonervosa
Peperomia purpureonervosa är en pepparväxtart som beskrevs av G.Mathieu. Peperomia purpureonervosa ingår i släktet peperomior, och familjen pepparväxter. Inga underarter finns listade i Catalogue of Life.